# Вільяконансіо
Вільяконансіо (ісп. Villaconancio) — муніципалітет в Іспанії, у складі автономної спільноти Кастилія-і-Леон, у провінції Паленсія. Населення — 72 особи (2010).
Муніципалітет розташований на відстані близько 170 км на північ від Мадрида, 31 км на південний схід від Паленсії.

## Демографія
Динаміка населення (INE ):